# Adirondack Thunder
Adirondack Thunder – amerykański zawodowy klub hokeja na lodzie z siedzibą w Glens Falls, występujący w lidze ECHL.
Był klubem należącym do Calgary Sports and Entertainment właściciela drużyny NHL Calgary Flames. Adirondack Thunder są następcami drużyny Stockton Thunder. Po tym jak w wyniku zmiany struktury ligi AHL, grający do tej pory w mieście Glens Falls Adirondack Flames zostali przeniesieni do Stockton, właściciele Calgary Flames nie chcąc kończyć dobrze ocenianej współpracy z miastem postanowili przenieść wykupiony przez siebie Stockton Thunder do Glens Falls dodając do nazwy klubu słowo Adirondack, określające nieoficjalnie cały region w którym znajduje się Glens Falls. Adirondack Thunder swój pierwszy sezon w lidze ECHL rozegrali w sezonie 2015-2016. Od sezonu 2017-2018 Adirondack Thunder stali się klubem afiliowanym przy innym klubie NHL New Jesrsey Devils Hokeiści Thunder swoje mecze rozgrywają w hali Civic Center mieszczącej 4794 widzów.